# Santuario di Maria Santissima Avvocata sopra Maiori
Il santuario di Maria Santissima Avvocata sopra Maiori è un luogo di culto mariano, situato a un'altezza di 827 metri sul Monte Falerzio (1014 metri) (detto anche Monte Avvocata), che sovrasta il comune di Maiori, in costiera amalfitana. Il santuario è raggiungibile solo tramite sentieri che partono dalla Badia di Cava de' Tirreni, da Iaconti borgo di Vietri sul mare, Cetara e Maiori, percorrendo in parte l'Alta via dei Monti Lattari.

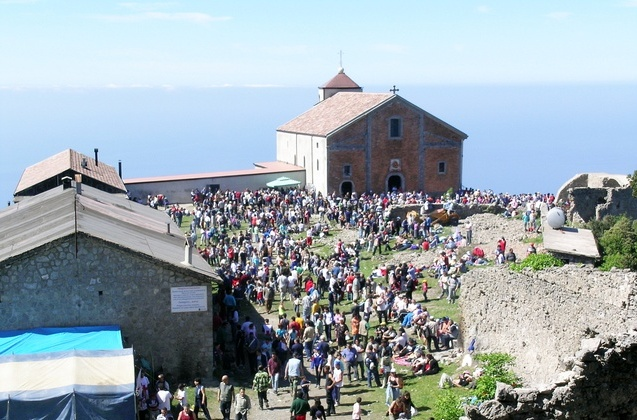
La chiesa

## Storia
Le origini del santuario risalgono al 1485: un giovane pastore di Maiori, Gabriele Cinnamo, portando al pascolo le capre, scoprì una grotta tra i boschi del monte Falerzio. In seguito a un sogno, in cui la Vergine Maria gli chiedeva di edificare un altare in quel luogo, il giovane lasciò il suo lavoro e si ritirò in eremitaggio sul monte, raccogliendo offerte per costruire una cappella con altare nella grotta. Nel 1503, con il consenso del papa Leone X, fu costruita una chiesa sulla roccia sovrastante, e infine il campanile.
Negli anni seguenti molti eremiti si presero cura della chiesa, e la devozione alla Madonna Avvocata si diffuse tra la popolazione dei borghi marinari della costa. Il 21 aprile 1590 una piccola statua della Vergine fu portata sul monte Falerzio, come protettrice dei naviganti; la tradizione popolare narra di eventi straordinari, come lacrimazioni della statua, liberazione di indemoniati e guarigioni di ammalati ritenuti incurabili.
Nel 1687 l'eremo passò in custodia ai padri camaldolesi, che ampliarono la chiesa e i locali abitativi annessi, dotandoli anche di una biblioteca. Nel 1807 il re di Napoli Giuseppe Bonaparte, fratello di Napoleone, emanò le leggi di soppressione degli Ordini religiosi: i monaci furono allontanati, i loro beni confiscati e sul monte fu collocato un presidio militare. Le intemperie e un incendio distrussero ciò che rimaneva del santuario.
Furono alcuni cittadini devoti di Maiori e della Badia di Cava de' Tirreni, negli ultimi anni dell'Ottocento, a ripulire e restaurare l'altare e gli affreschi della grotta, e poi a ricostruire la chiesa. Da allora il santuario è custodito dai benedettini della Badia di Cava.

## Il santuario
Il santuario di Maria Santissima Avvocata sopra Maiori è meta di pellegrinaggi, soprattutto in estate; il lunedì dopo la Pentecoste, giorno della festa dell'Avvocata, e nella terza domenica del mese da aprile ad ottobre, viene celebrata la messa.

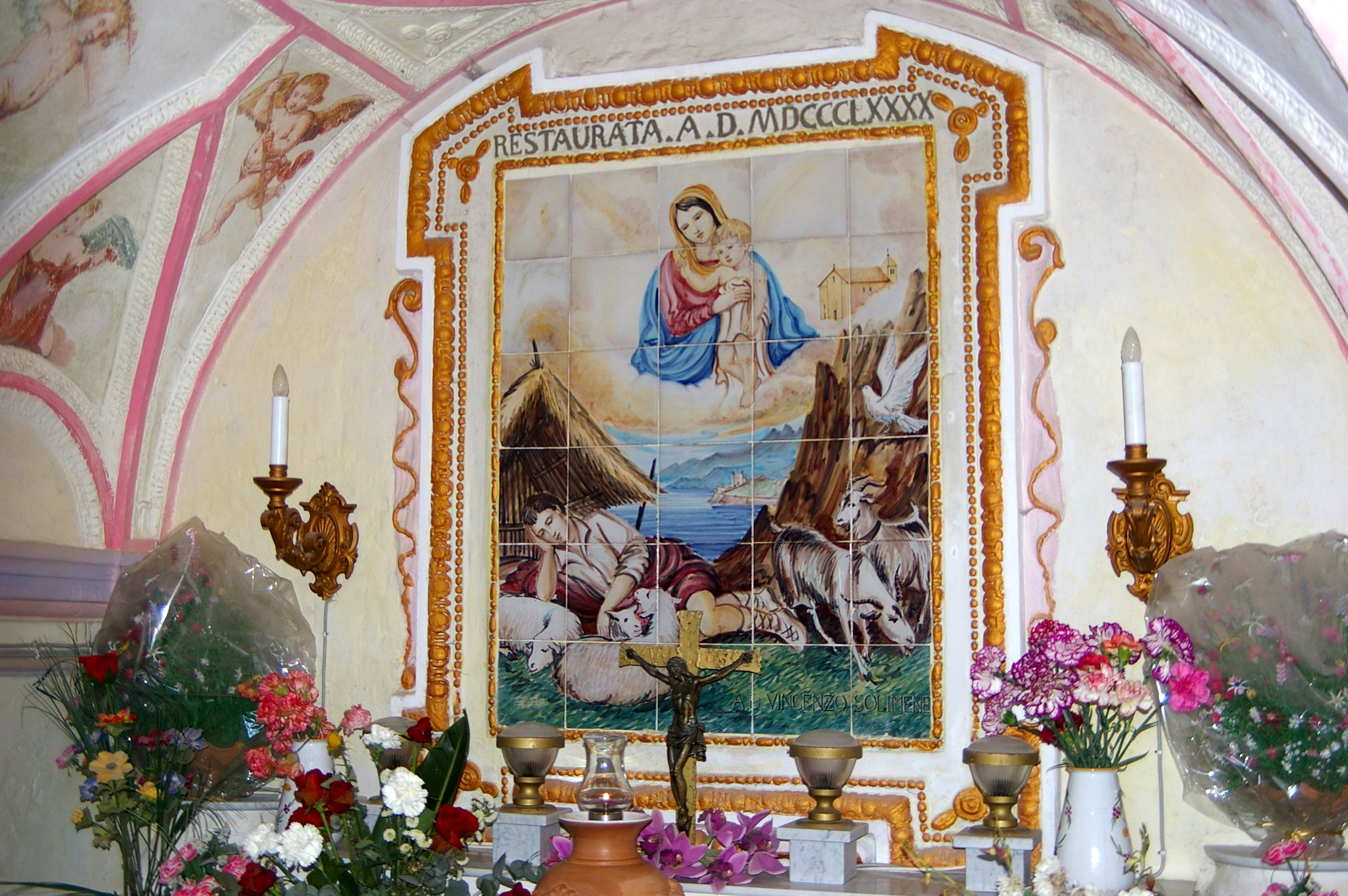
La grotta, altare

La chiesa presenta una semplice facciata in mattoni rossi; all'interno alcuni affreschi raffigurano san Romualdo e la Madonna Assunta. In una nicchia sopra l'altare maggiore si trova la nuova statua della Madonna, realizzata negli anni quaranta dagli artigiani di Ortisei; essa è stata benedetta e incoronata da papa Giovanni Paolo II
in piazza San Pietro il 3 aprile 2002. Dopo la celebrazione dalla Messa, la statua viene portata in processione fino all'altare della grotta sottostante.
Il santuario, per la sua posizione panoramica tra i monti e il mare, è anche frequentato da turisti e amanti del trekking. Il sentiero che parte dal piazzale dell'abbazia benedettina di Cava de' Tirreni attraversa prima fitti boschi di castagni, poi, mantenendosi in quota, segue il profilo della sottostante linea costiera, offrendo un ampio panorama sul golfo di Salerno e sulla costiera amalfitana. A circa metà del percorso si incontra il sentiero che sale da Cetara.
Un itinerario più breve ma più ripido parte da Maiori.